# Nods (Doubs)
Pour les articles homonymes, voir Nods.
Nods est une ancienne commune française située dans le département du Doubs en région Franche-Comté. Depuis le 1er janvier 2016, elle est une commune déléguée et le chef-lieu de la commune nouvelle des Premiers-Sapins. Les habitants de Nods s'appellent les Nodois et Nodoises.

## Géographie
Nods est un village de l'est de la France, situé sur le plateau de Vercel, à 720 mètres d'altitude. On y accède par la RN 57 entre Besançon et Pontarlier.

## Histoire

### Toponymie
Le village est appelé (Centena) Neudensense en 934 ; Nos en 1110 ; Nod en 1132 ; Nox en 1148 ; Nods en 1248 ; Nox en 1274 ; Noz en 1383 ; Nod en 1620.

### Héraldique
| Blason de Nods | Blason  | De gueules à cinq quintefeuilles d’argent ordonnées en sautoir. |
| Blason de Nods | Détails | Le statut officiel du blason reste à déterminer.                |

### Époque contemporaine
Le 1er janvier 2016, Nods fusionne avec les cinq autres communes de la communauté de communes des Premiers Sapins pour former la commune nouvelle des Premiers-Sapins dont elle constitue une commune déléguée ainsi que le chef-lieu.

## Politique et administration

### Administration municipale
Le nombre d'habitants au dernier recensement étant compris entre 500 et 1 499, le nombre de membres du conseil municipal était de quinze jusqu'au 31 décembre 2015. Au sein du conseil municipal de la commune nouvelle des Premiers-Sapins, Nods est représenté par douze conseillers. Le maire devient maire délégué.

### Liste des maires

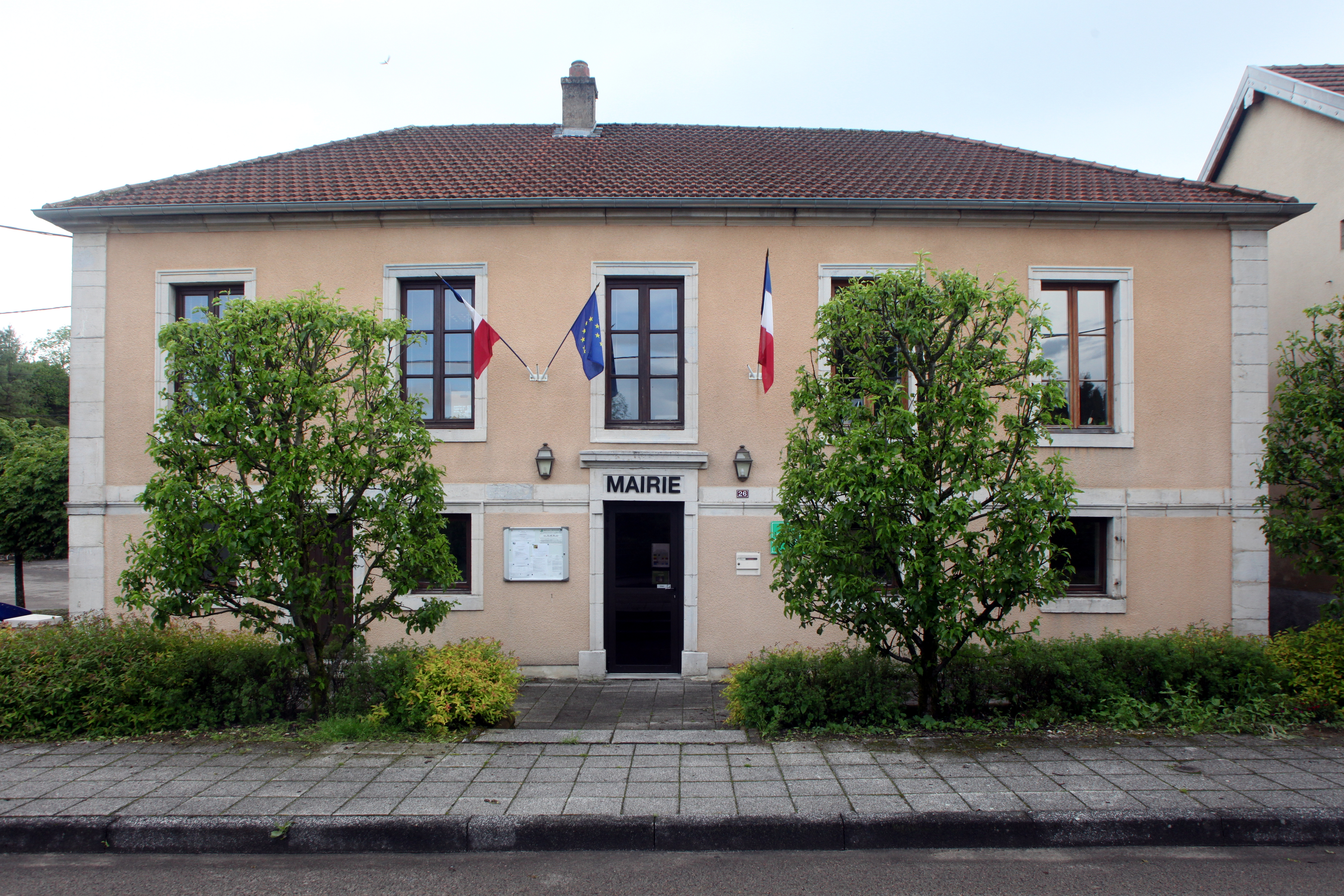
Mairie.

### Liste des maires successifs
| Période                                  | Période          | Identité                   | Étiquette | Qualité |
| ---------------------------------------- | ---------------- | -------------------------- | --------- | ------- |
| 1935                                     | 1941             | Arthur Hanriot (1886-1967) | SFIO      |         |
| 1944                                     | 1953             | Arthur Hanriot             | SFIO      |         |
| 2001                                     | 2014             | Freddy Borremans           |           |         |
| avril 2014                               | décembre 2014    | Véronique Maturel          |           |         |
| février 2015                             | 31 décembre 2015 | Alexandre Cointet          |           |         |
| Les données manquantes sont à compléter. |                  |                            |           |         |

### Liste des maires délégués successifs
| Période                                  | Période  | Identité          | Étiquette | Qualité |
| ---------------------------------------- | -------- | ----------------- | --------- | ------- |
| 2016                                     | en cours | Alexandre Cointet |           |         |
| Les données manquantes sont à compléter. |          |                   |           |         |

### Jumelages
- Nods (Suisse) depuis 1988

## Population et société

### Démographie
L'évolution du nombre d'habitants est connue à travers les recensements de la population effectués dans la commune depuis 1793. À partir du 1er janvier 2009, les populations légales des communes sont publiées annuellement dans le cadre d'un recensement qui repose désormais sur une collecte d'information annuelle, concernant successivement tous les territoires communaux au cours d'une période de cinq ans. 
Pour les communes de moins de 10 000 habitants, une enquête de recensement portant sur toute la population est réalisée tous les cinq ans, les populations légales des années intermédiaires étant quant à elles estimées par interpolation ou extrapolation. Pour la commune, le premier recensement exhaustif entrant dans le cadre du nouveau dispositif a été réalisé en 2006,.
En 2013, la commune comptait 591 habitants, en évolution de +10,06 % par rapport à 2008 (Doubs : +2,04 %, France hors Mayotte : +2,49 %).
| 1793 | 1800 | 1806 | 1821 | 1831 | 1836 | 1841 | 1846 | 1851 |
| ---- | ---- | ---- | ---- | ---- | ---- | ---- | ---- | ---- |
| 442  | 451  | 543  | 491  | 705  | 696  | 785  | 752  | 797  |

| 1856 | 1861 | 1866 | 1872 | 1876 | 1881 | 1886 | 1891 | 1896 |
| ---- | ---- | ---- | ---- | ---- | ---- | ---- | ---- | ---- |
| 753  | 744  | 724  | 626  | 640  | 597  | 604  | 593  | 592  |

| 1901 | 1906 | 1911 | 1921 | 1926 | 1931 | 1936 | 1946 | 1954 |
| ---- | ---- | ---- | ---- | ---- | ---- | ---- | ---- | ---- |
| 577  | 592  | 502  | 459  | 431  | 434  | 454  | 404  | 423  |

| 1962 | 1968 | 1975 | 1982 | 1990 | 1999 | 2006 | 2011 | 2013 |
| ---- | ---- | ---- | ---- | ---- | ---- | ---- | ---- | ---- |
| 396  | 410  | 381  | 448  | 402  | 411  | 498  | 575  | 591  |

## Économie
C'est une station de ski de fond. Entreprise de sous-traitance en mécanique de précision, artisanat, transports routiers et agriculture sont les principales ressources de ce village qui vient de se doter d'un groupe scolaire récemment.

## Culture locale et patrimoine

### Lieux et monuments
- L’église Saints-Pierre-et-Paul date de 1762 : elle renferme un orgue de Louis-François Callinet (dernier représentant de la dynastie des Callinet de Rouffach) datant de 1877 qui est classé au patrimoine culturel par les Monuments historiques.
- La commune abrite des vestiges de la voie romaine qui reliait Lutèce à Lausonna (aujourd'hui Lausanne).
- Les nombreuses fontaines-lavoirs-abreuvoirs.

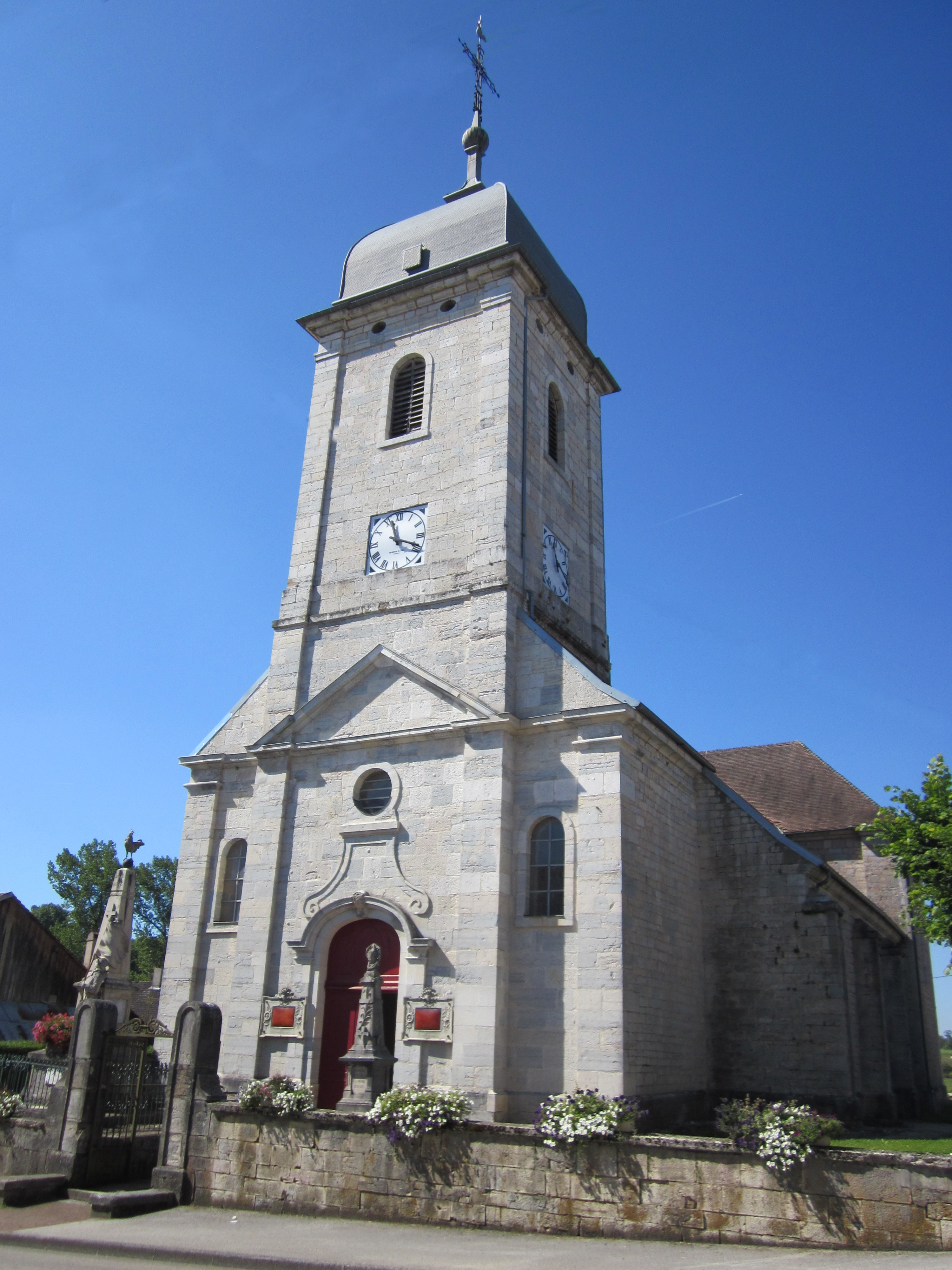
L'église.
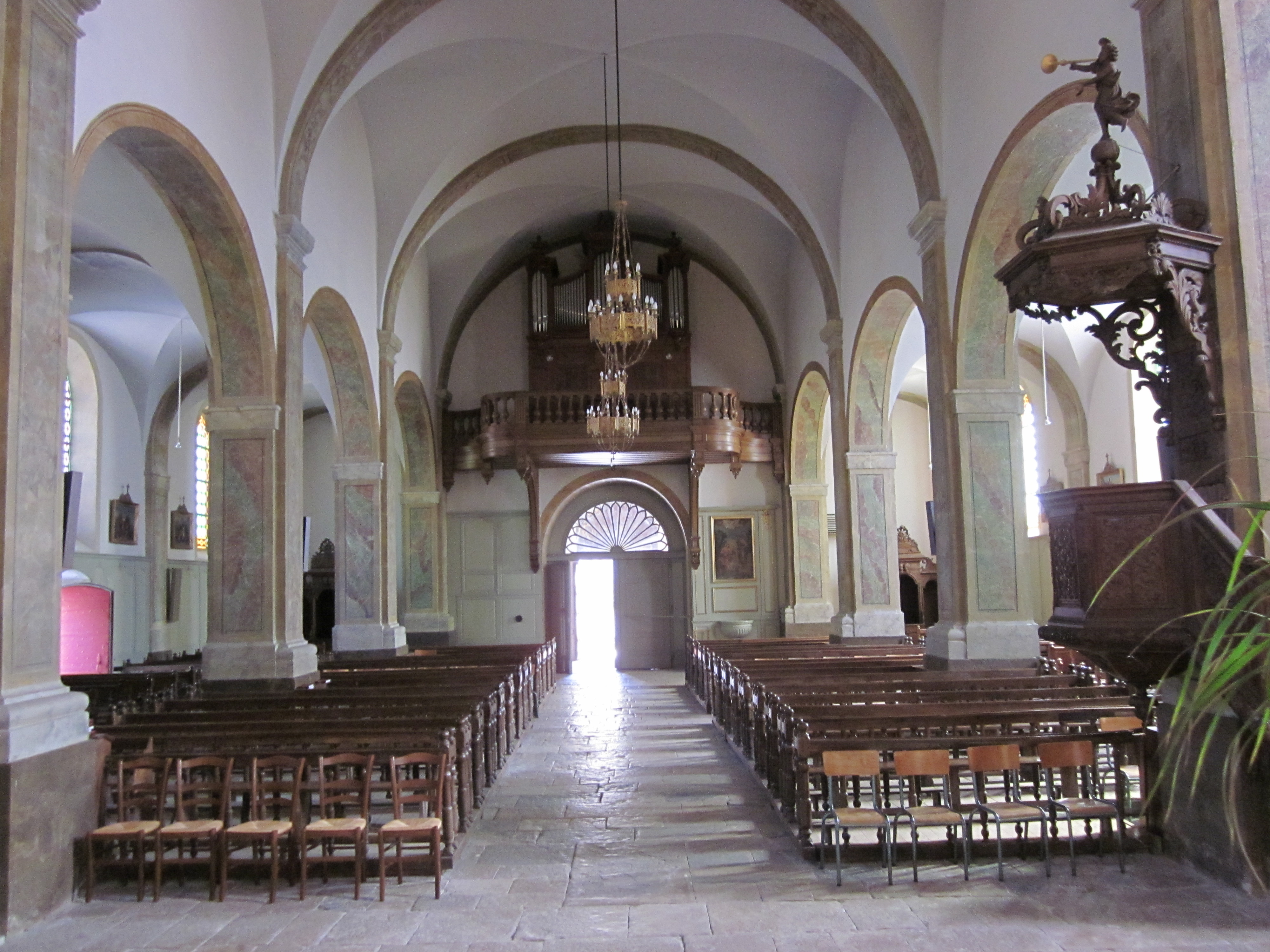
La nef et l'orgue de l'église.
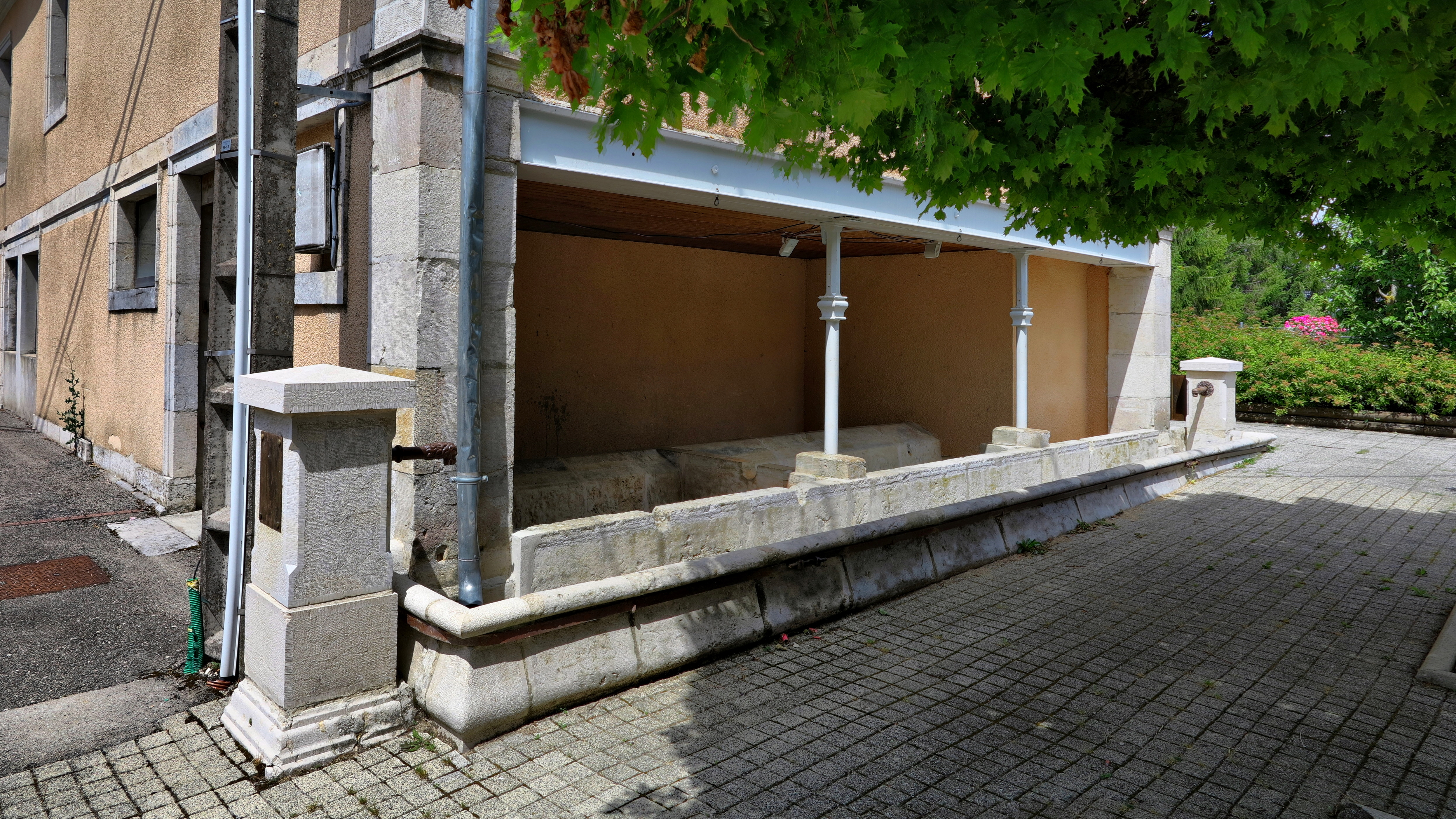
La mairie-lavoir.

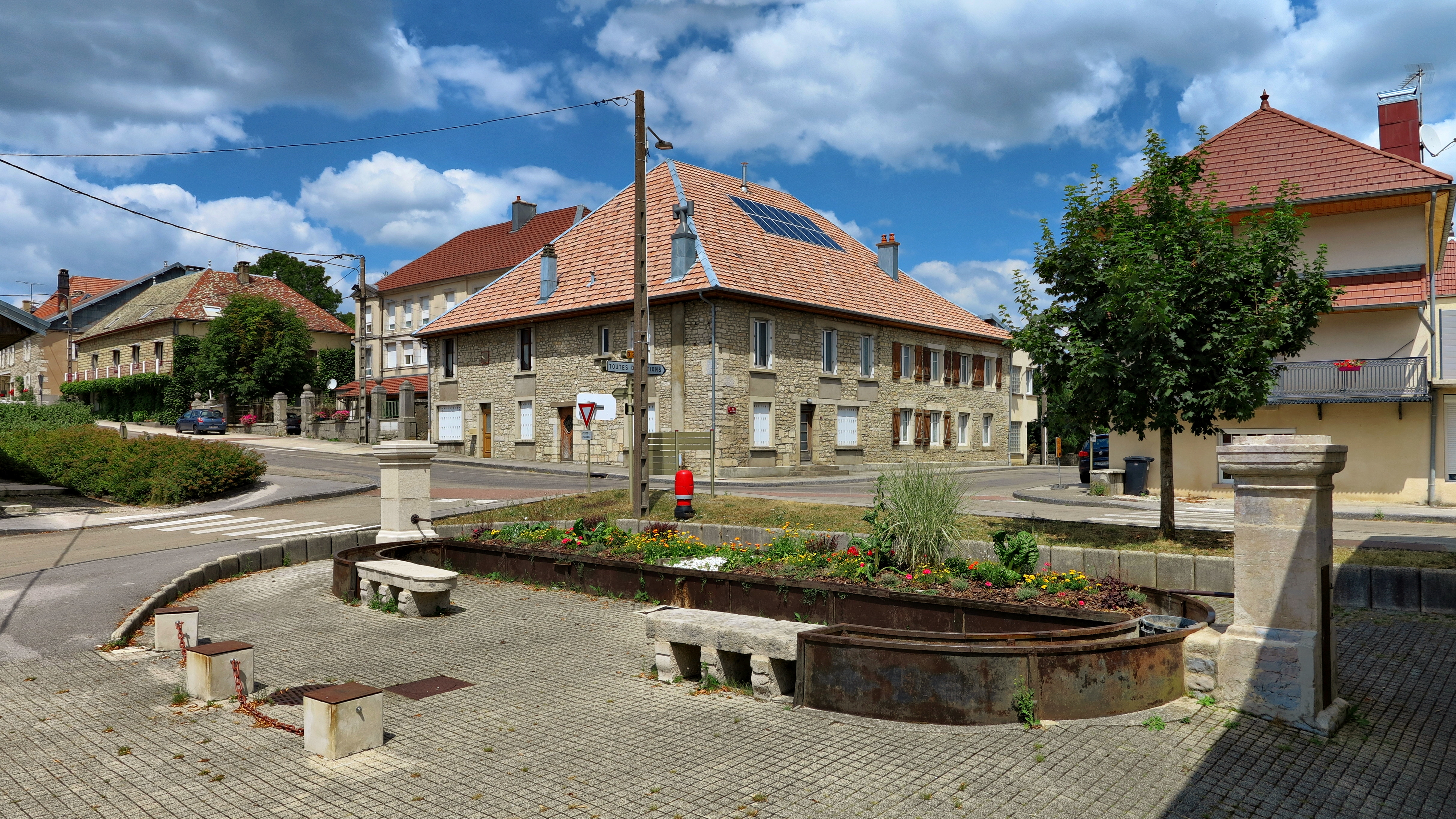
Le grand lavoir central.
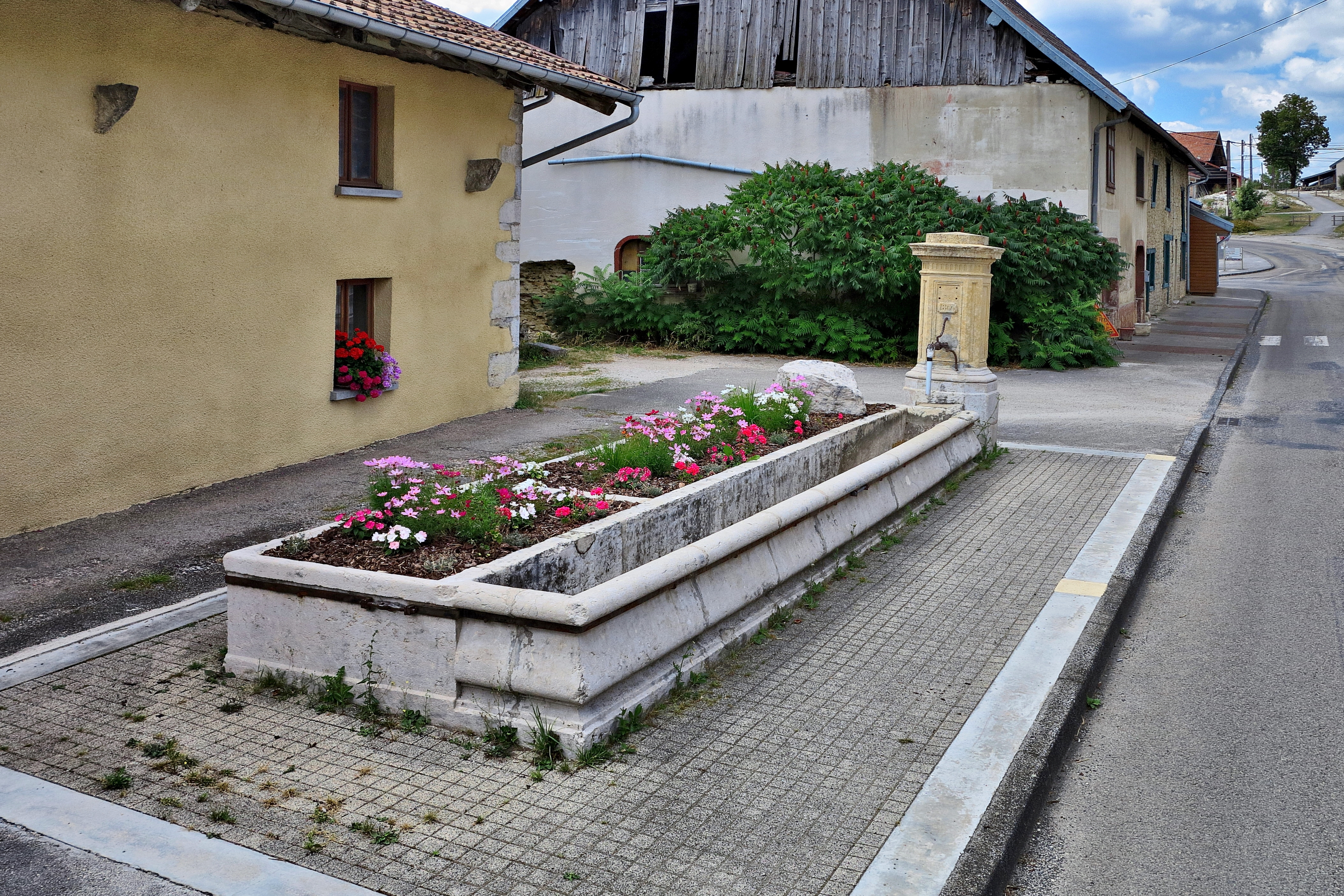
Le lavoir du haut.
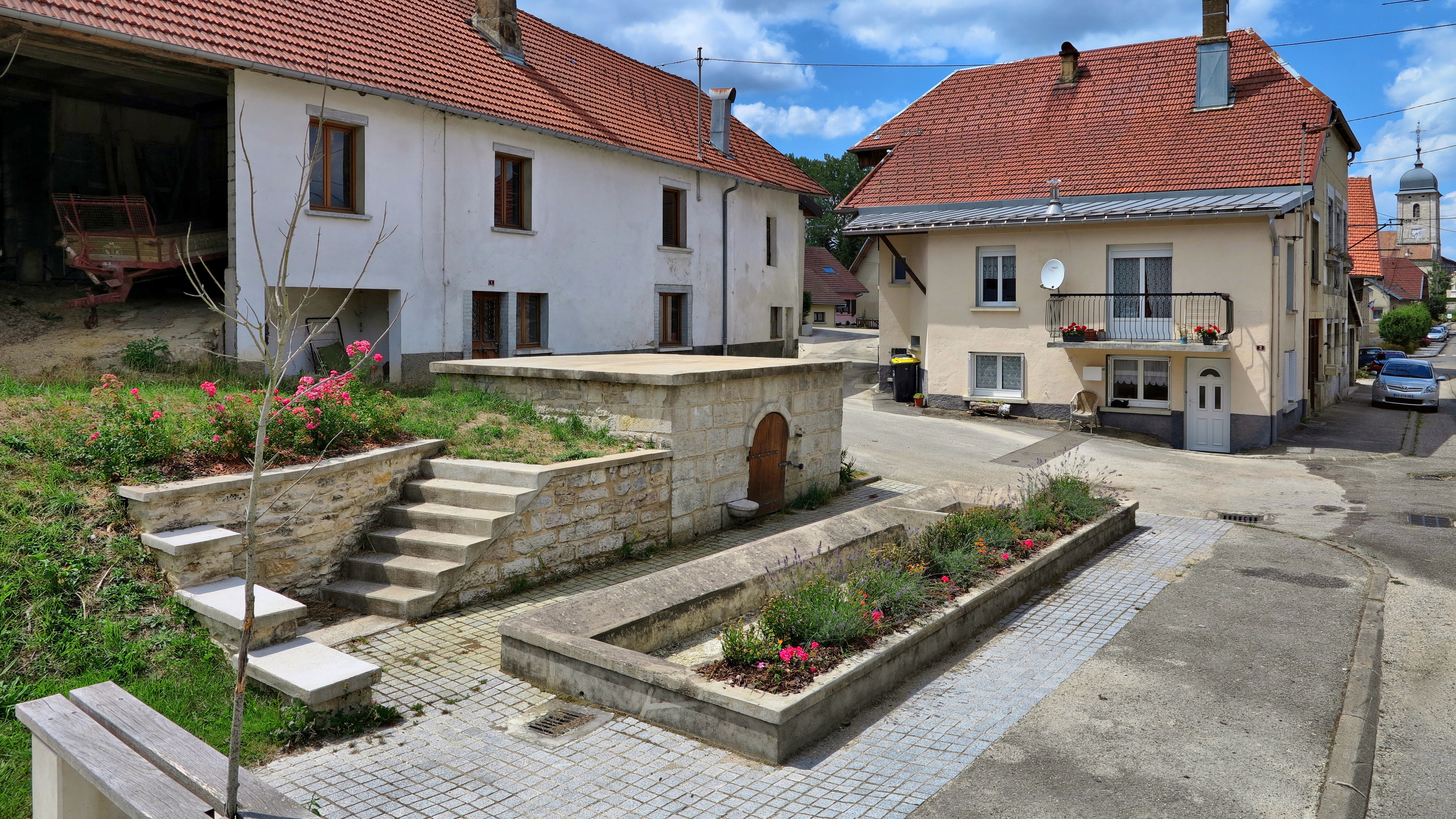
le lavoir du milieu.
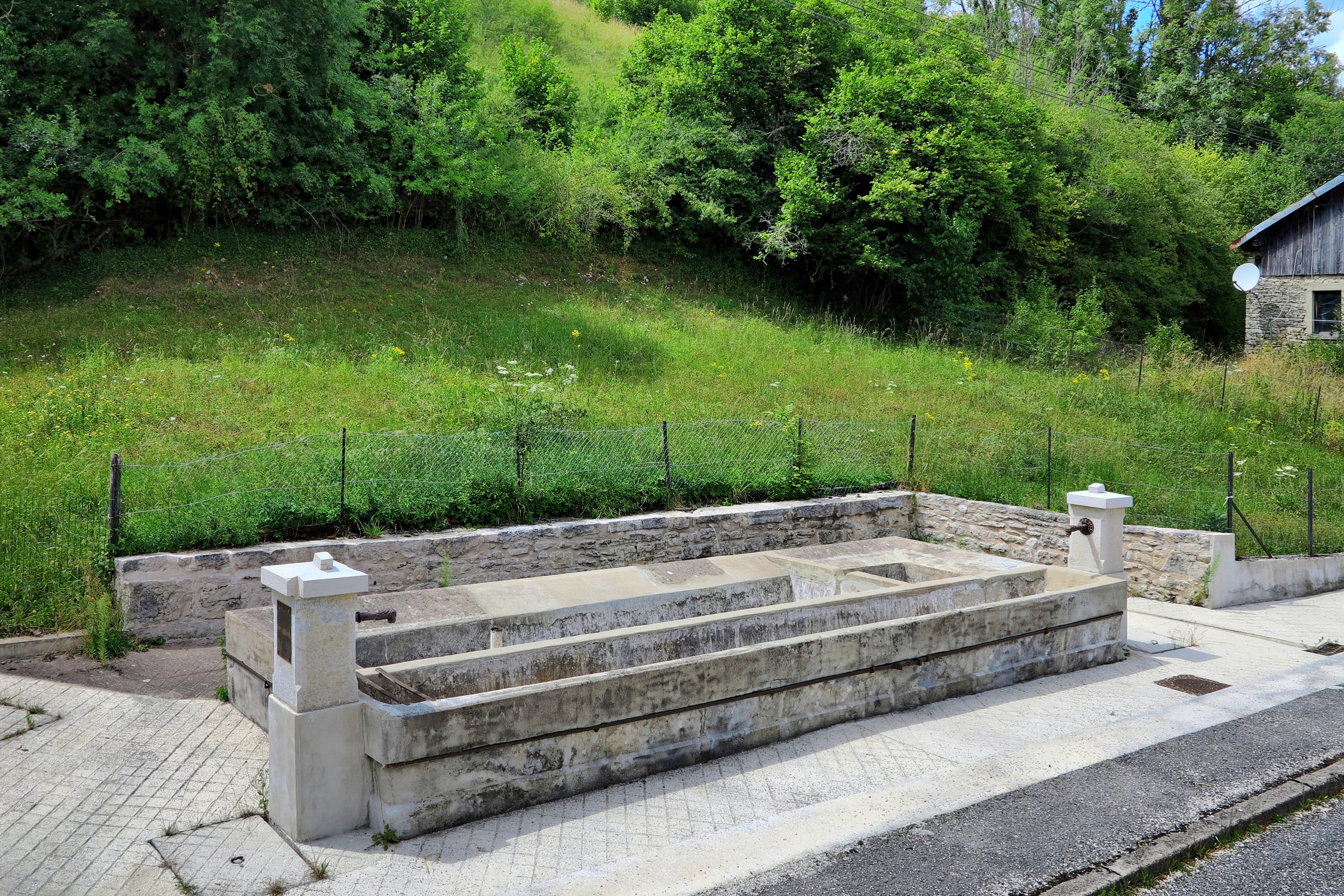
Le lavoir du bas.
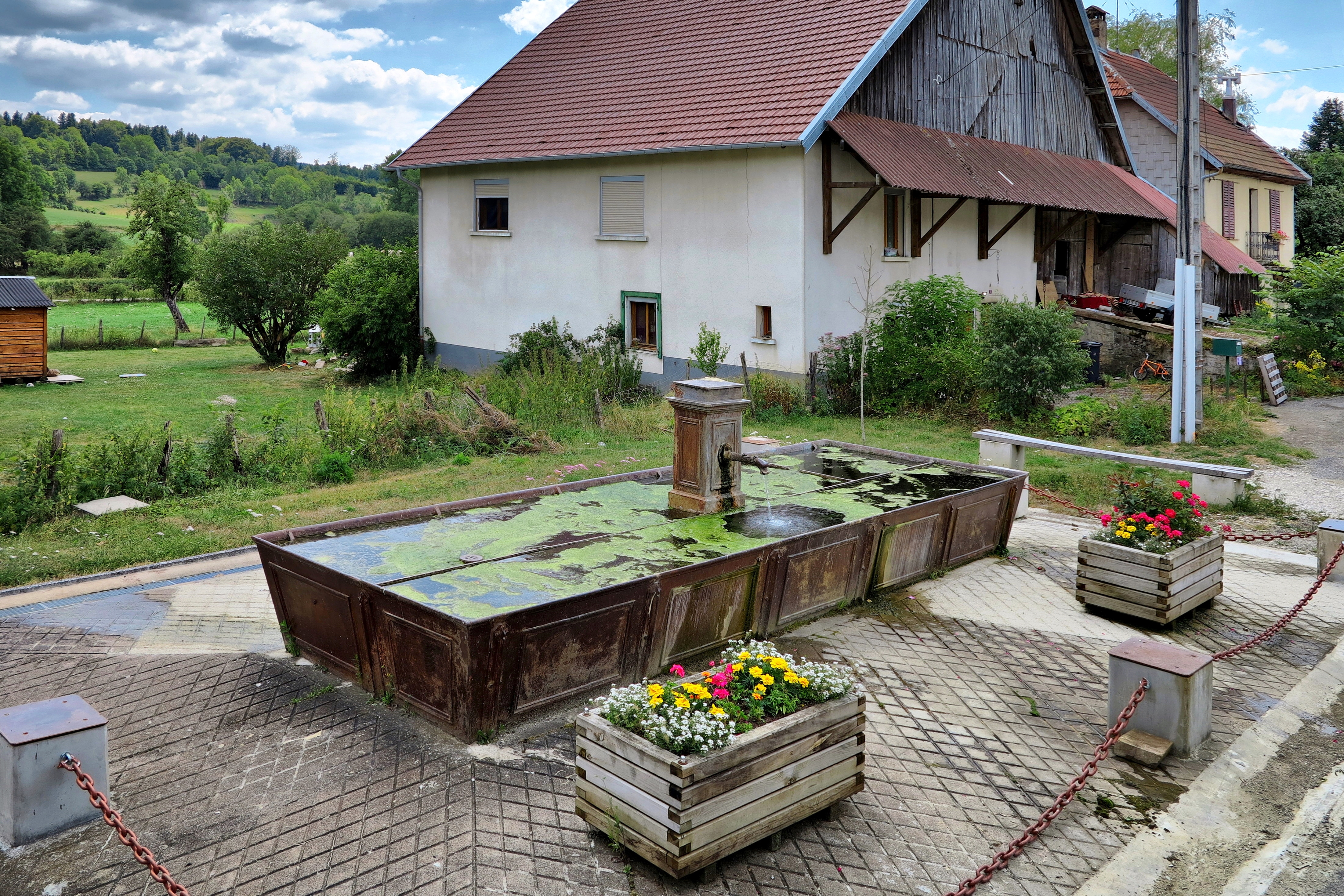
Le lavoir des Maisonnettes.

### Personnalités liées à la commune
- Jean-Baptiste-Victor Proudhon a été scolarisé à l'école de Nods de 9 à 15 ans. Il devient en 1762, juge de paix et est destitué de ses fonctions en 1793.